# قطعنامه ۵۲۶ شورای امنیت
قطعنامه ۵۲۶ شورای امنیت سازمان ملل متحد که در تاریخ ۱۴ دسامبر ۱۹۸۲ تصویب شد، سندی بین‌المللی دربارهٔ قبرس است. این قطعنامه طی نشست ۲۴۰۵ام با ۱۵ موافق، ۰ مخالف و ۰ ممتنع تصویب شد.